# Un tipo entra en el despacho de una psiquiatra
"Un tipo entra en el despacho de una psiquiatra" (título original en inglés: "Guy Walks Into a Psychiatrist's Office...") es el decimocuarto episodio de la serie de HBO Los Soprano y el primero de la segunda temporada de la serie. Fue escrito por Jason Cahill, dirigido por Allen Coulter y estrenado el 16 de enero de 2000 en Estados Unidos.

## Protagonistas
- James Gandolfini como Tony Soprano.
- Lorraine Bracco como Dr. Jennifer Melfi
- Edie Falco como Carmela Soprano.
- Michael Imperioli como Christopher Moltisanti.
- Dominic Chianese como Corrado Soprano, Jr.
- Vincent Pastore como Big Pussy Bonpensiero.
- Steven Van Zandt como Silvio Dante.
- Tony Sirico como Paulie Gualtieri.
- Robert Iler como Anthony Soprano, Jr.
- Jamie-Lynn Sigler como Meadow Soprano.
- Drea de Matteo como Adriana La Cerva.
- Aida Turturro como Janice Soprano.
- y Nancy Marchand como Livia Soprano.

### Estrella invitada
- Jerry Adler como Hesh Rabkin.

#### Otros protagonistas
| - Lillo Brancato Jr. como Matt Bevilaqua. - Chris Tardio como Sean Gismonte. - Oksana Lada como Irina Peltsin. - Nicole Burdette como Barbara Giglione. - David Margulies como Neil Mink. - Tom Aldredge como Hugh DeAngelis. - John Billeci como mánager. - Darrell Carey como procurador. - Dan Chen como Ernest Wu. - Robert Cicchini como Dr. D'Alessio - John Fiore como Gigi Cestone. - Mark Fish como interlocutor #2. | - Karen Giordano como Samantha Martin. - Bryan Greenberg como Peter McClure. - Dan Grimaldi como Philly Parisi. - Philipp Kaner como interlocutor #3. - Katrina Lantz como Sylvia. - George Loros como Raymond Curto. - Wayne W. Pretlow como interlocutor #1. - Suzanne Shepherd como Mary DeAngelis. - Kevin Sussman como Kevin. - Roberto Thomas como Lee. - Ed Vassallo como Tom Giglione. - Terence Patrick Winter como Tom Amberson. |

## Primeras apariciones
- Barbara Soprano Giglione: la hermana menor de Tony, que vive en Brewster, New York.
- Hugh De Angelis: padre de Carmela.
- Mary De Angelis: madre de Carmela.
- Matthew Bevilaqua y Sean Gismonte: asociados que trabajan como corredores de bolsa para Christopher y que tratan de llamar la atención en la familia Soprano.
- Philly Parisi: soldado en el equipo Soprano.
- Gigi Cestone: soldado en el equipo de Junior Soprano.
- Neil Mink: el abogado de Tony Soprano.
- En el episodio aparece por primera vez en edad adulta y presente Janice Soprano: la hermana de Tony que tras 20 años regresa de Seattle. Anteriormente apareció como niña y en flashback en "Regreso a Down Neck".

## Fallecidos
- Philly Parisi: asesinado por Gigi Cestone por propagar rumores sobre Tony Soprano y su madre Livia. Dan Grimaldi regresaría más tarde como el hermano gemelo de Phill, Patsy, y hombre de confianza de Tony.